# Crassichroma aureopurpurea
Crassichroma aureopurpurea là một loài bọ cánh cứng trong họ Cerambycidae.